# Феодосий (митрополит всей Америки и Канады)
Митрополи́т Феодо́сий (англ. Metropolitan Theodosius, в миру Фрэнк Лазо́р, англ. Frank Lazor; 27 октября 1933 — 18 октября 2020) — епископ Православной церкви в Америке; с 1977 по 2 апреля 2002 года — её 3-й предстоятель с титулом — Архиепископ Вашингтонский и Нью-Йоркский, Митрополит всей Америки и Канады.
Тезоименитство — 9 сентября (святителя Феодосия Черниговского).

## Биография

### Ранние годы
Родился 27 октября 1933 в Кэнонсбурге, Пенсильвания, США в семье русинов, выходцев из Западной Галиции (ныне в составе Польши). Он был воспитан в православии, набожный член православной церкви святого Иоанна Крестителя в Кэнонсбурге, штат Пенсильвания, где он служил алтарником, а затем чтецом.
Он учился в средней школе Канонсбурга, где был президентом студенческого совета, окончив её в 1953 году. Поступил на бакалавриат в Колледж Вашингтона и Джефферсона в Вашингтоне, штат Пенсильвания. Во время своего пребывания там он служил секретарем записи братства Альфа Тау Омега, которое занимается развитием лидерства. После окончания в 1957 году колледжа он поступил в Свято-Владимирскую духовную семинарию, находившуюся в то время в Нью-Йорке. В 1960 году ему была присвоена степень магистра богословия (Master of Divinity). Следующий год он провел, продолжая дополнительное обучение в Экуменическом институте Боссэ, Швейцария, путешествуя по Святой Земле и посещая православные христианские центры по всей Европе и на Ближнем Востоке.
По возвращении в США, 10 октября 1961 в часовне Святого Сергия в Ойстер-Бей-Коув, штат Нью-Йорк, был пострижен в монашество архиепископом Бостонским и Новоанглийским Иринеем (Бекишем) с именем Феодосий в честь святого Феодосия Черниговского. 14 октября 1961 года в соборе Покрова Пресвятой Богородицы в Нью-Йорке был рукоположен в сан диакона епископом Вашингтонским Киприаном (Борисевичем). 22 октября 1961 года в православной церкви Святого Григория в Хоумстеде, штат Пенсильвания, иеродиакон Феодосий был рукоположен в сан священника архиепископом Питтсбургским и Западно-Вирджинским Вениамином (Басалыгой).
С 1961 по 1966 год он служил настоятелем церкви Рождества Пресвятой Богородицы в Мэдисоне, штат Иллинойс, и помощником военного капеллана. Он учредил строительную программу, купив недвижимость и построив новую церковь рядом с их существующим зданием. Алтарь был освящен в 1965 году архиепископом Чикагским Иоанном (Гарклавсом), где отец Александр Шмеман был приглашённым оратором во время празднования. В 1966—1967 годах он служил личным секретарем митрополита Иринея.

### Епископское служение
На весенней сессии 1967 года Великого совета епископов он был избран епископа Вашингтонским, викарием митрополита всей Америки и Канады и администратором Епархии Аляски, начиная с 1 июня 1967 года. Он был рукоположен во епископа 6 мая 1967 года, в Светлую субботу, в кафедральном соборе Покрова Пресвятой Богородицы в Нью-Йорке. Хиротонию совершили: архиепископ Нью-Йоркский, митрополитом всей Америки и Канады Ириней (Бекиш); архиепископ Бруклинский Никон (де Греве); архиепископ Монреальский и Канадский Сильвестр (Харунс); епископ Филадельфийский и Пенсильванский Киприан (Борисевич); епископ Амфипольский Сила (Коскинас) (Константинопольский патриархат), Епископ Левксийкий Марк (Липа) (Константинопольский патриархат). Сослужение иерархов Константинпольского патриархата с иерархами Северо-Американской митрополии, которую Московский патриархат тогда считал находящейся в расколе, вызвало осуждение со стороны последнего. Патриарх Алексий I направил патриарху Афинагору письмо с протестом и с указанием на то, что «изложенное событие не является одиночным».
17 ноября 1967 года архиерейский собор избрал его епархиальным епископом Ситки и Аляски. Во время своего пребывания на Аляске он руководил восстановлением исторического собора Архангела Михаила в Ситке, который был уничтожен пожаром. Он также инициировал региональные конференции по всей епархии и поощрял создание различных образовательных программ. Он руководил реконструкцией архиерейского дома, который первоначально был построен епископом Иннокентием (Вениаминовым). Во время его пребывания на посту епископа Аляски жители Аляски приняли его в клан коренных жителей, выразив свое восхищение его христианским смирением и любовью к ним. Был организатором подготовки и проведения канонизации преподобного Германа Аляскинского.
В мае 1970 года, будучи епископом Аляски, он возглавил делегацию ПЦА, которая отправилась в Москву для получения Томоса об автокефалии Православной Церкви в Америке. Томос был подписан Патриархом Алексием I и Священным Синодом Русской Православной Церкви, а 18 мая 1970 года епископ Феодосий получил его из рук местоблюстителя Патриаршего престола митрополита Пимена (Извекова). Томос гарантировал право на самоуправление Православной Церкви в Америке. Вскоре после этого он провёл на Аляске церемонии, посвященные прославлению одного из первых православных миссионеров на Аляске, Германа Аляскинского. Это событие было знаменательным тем, что впервые североамериканец был внесен в православный календарь святых.
30 мая 1972 года Священным синодом Православной церкви в Америке он был переведён в Епархию Питтсбурга и Западной Пенсильвании. Во время своего пятилетнего пребывания в своём родном регионе он разработал весьма успешную программу подготовки постоянных диаконов, которая в конечном итоге была скопирована другими епархиями по всей стране; поощрял образовательные программы для всех возрастов; и усердно работал над укреплением жизни епархии на всех уровнях. Одним из его самых значительных достижений было приобретение нового имущества для штаб-квартиры архиепископии в городке Крэнберри, штат Пенсильвания, которое включало в себя дом с офисами и большую лесистую территорию.

### Предстоятель ПЦА
25 октября 1977 года 5-м Всеамериканском соборе в Монреале, Квебек, был избран архиепископом Нью-Йоркским, митрополитом всей Америки и Канады. Примечательно, что епископ Хартфордский и Новоанглийский Димитрий (Ройстер) в ходе голосования на соборе получил почти 2/3 голосов в первом туре и подавляющее большинство во втором, однако Священный Синод избрал предателем епископа Феодосия, занявшего второе место по числу голосов. Он стал первым американцем по рождению, занявшим этот пост. 21 марта 1978 года решением Священного синода ПЦА, предстоятель ПЦА митрополит Феодосий (Лазор) выступил с предложением учреждения епархии на территории 14 южных штатов США и был поддержан Синодом. Епископ Димитрий (Ройстер) был освобождён от управления Хартфордской и Новоанглийской епархией и назначен епископом Далласским и епархии Юга.
Кроме того, он часто оказывал архипастырское попечение епархиям, временно оставшимся без епископа — например, в качестве местоблюстителя Канадской епархией в течение почти десяти лет. Он неустанно путешествовал по всему континенту, чтобы председательствовать на приходских и епархиальных торжествах. Хотя он носил высокий титул Предстоятеля, им широко восхищались за его способность быть доступным. Он искренне наслаждался общением как с духовенством, так и с мирянами и приветствовал всех с теплой улыбкой. Он помнил людей лично по именам, даже если не видел их годами.
В 1981 году Священный Синод епископов учредил новую епархию Вашингтона, округ Колумбия, в качестве резиденции Предстоятеля Православной Церкви в Америке. Будучи архиепископом Вашингтонским, митрополит Феодосий руководил этой епархией в дополнение к своим обязанностям предстоятеля.
На протяжении всего своего пребывания в должности митрополит Феодосий встречался со многими мировыми религиозными лидерами, включая предстоятелей различных автокефальных церквей. В 1990 году он был первым православным предстоятелем, которого официально пригласил новоназначенный Патриарх Московский Алексий II, а в 1992 году его также пригласили принять участие в праздновании 600-летия преставления преподобного Сергия Радонежского. В 1991 и 1993 годах он принимал у себя Патриарха Алексия II. Он принимал Предстоятеля Православной Церкви Грузии Патриарха-Католикоса Илию II в 1998 году и митрополита Варшавского и всея Польши Савву в 2000 году. В качестве гостя многих национальных и зарубежных религиозных лидеров митрополит Феодосий посетил Израиль, Египет, Турцию, Грецию, Грузию, Украину, Россию и другие страны. Он принял участие в официальных диалогах с Патриархом Константинопольским Варфоломеем в Патриаршей штаб-квартире в Стамбуле, Турция.
Митрополит Феодосий играл активную роль в межправославных собраниях, консультациях и органах, включая Постоянную конференцию канонических православных епископов в Северной и Южной Америке (SCOBA), членом которой являелась ПЦА. Он продолжал быть решительным сторонником различных межправославных служений, включая Международные православные христианские благотворительные организации (IOCC) и Центр православных христианских миссий (OCMC). Он также был ярым сторонником православного единства в Северной Америке. Вместе с членами Священного Синода Епископов Православной Церкви в Америке он участвовал в организованном SCOBA собрании североамериканских иерархов в декабре 1994 года в Лигонье, штат Пенсильвания.
Митрополит Феодосий был частым гостем в Белом доме в Вашингтоне, округ Колумбия, к нему обращались президенты Буш и Клинтон за советом по религиозным и политическим вопросам в различных частях мира, особенно после падения коммунизма в конце 1980-х и начале 1990-х годов. Во время кризиса в Косово он смело защищал права всех народов региона, одновременно призывая президента Клинтона прекратить воздушную кампанию НАТО.
28 сентября 1994 года митрополит Феодосий был гостем доктора Джеймса Биллингтона в Библиотеке Конгресса на открытии исторической экспозиции, посвященной вкладу Православной Церкви и коренных народов Аляски в Северную Америку. Во время церемонии митрополита Феодосия приветствовали президент США Билл Клинтон и президент России Борис Ельцин.
25 октября 1977 года на V Всеамериканском Соборе в Монреале епископ Феодосий был избран предстоятелем Православной Церкви в Америке с титулом Блаженнейший архиепископ Нью-Йоркский, митрополит всея Америки и Канады. Чин интронизации был совершён 30 октября того же года.
В 1980 году кафедра предстоятеля ПЦА была перенесена в Вашингтон, столицу США, и титул Феодосия был соответственно изменён на Блаженнейший архиепископ Вашингтонский, а Нью-Йоркскую кафедру занял епископ Пётр (Л’Юилье). Перемена титула носила формальный характер, поскольку канцелярия и центральный аппарат ПЦА сохранили свою резиденцию в пригороде Сайоссет, на территории штата Нью-Йорк.
11 июня 1999 года вместе с Патриархом Алексием II совершил великое освящение храма св. вмц. Екатерины — Представительства Православной Церкви в Америке в Москве.

### На покое
Перенеся серию инсультов, митрополит Феодосий 2 апреля 2002 года подал Священному Синоду прошение о уходе на покой. Прошение было удовлетворено; было объявлено о проведении 13-го Всеамериканского Собора в Орландо (Флорида) 22 июля того же года для избрания преемника.
Во время пребывания на покое митрополит Феодосий сначала жил в Хэмлине, штат Пенсильвания, недалеко от Свято-Тихоновского монастыря, а затем переехал в Вашингтон, штат Пенсильвания. Он активно посещал Богослужения в православной церкви Святого Иоанна Крестителя в Канонсбурге, штат Пенсильвания, и снова стал почитаемым человеком в своей родной общине. Поскольку его здоровье продолжало ухудшаться, за ним ухаживали протодиакон Джон и матушка Мира Олейник, а также прихожанин Ричард Блаха и другие священнослужители и прихожане в этом районе. В последние годы своей жизни он поступил в дом престарелых, а затем в дом престарелых, поскольку его здоровье пошатнулось.
В период финансового скандала был уличён в переводах общецерковных средств на свой личный банковский счет.
4 сентября 2008 года Священный Синод епископов Православной Церкви в Америке принял решение, что митрополит Феодосий «отныне имеет право посещать и совершать богослужения только в церкви святого Иоанна Крестителя в городе Канонсбург, штат Пенсильвания, при получении соответствующего приглашения».
Скончался в понедельник утром 19 октября 2020 года в Канонсбурге, штат Пенсильвания, после продолжительной болезни.